# Lendvay Ferenc (rendező)
Lendvay Ferenc, olykor Lendvai, 1946-ig Léderer (Budapest, 1919. szeptember 1. – Budapest, 1998. április 1.) Jászai Mari-díjas magyar színész, rendező, színházigazgató, érdemes művész.

## Élete és munkássága
Lendvay Ferenc színész, újságíró és Nagy Teréz színésznő fiaként született. A Színművészeti Akadémiára járt, de behívták katonai szolgálatra. Pályáját 1944-ben Debrecenben kezdte, ezután Pécs, Szeged, Szolnok, Veszprém színházaiban volt rendező, főrendező. 1946. február 9-én Debrecenben házasságot kötött Aba Mária Ildikóval, Aba Ervin orvos és Höffer Mária lányával, akitől 1954-ben elvált. Léderer családi nevét 1946-ban Lendvaira változtatta. 1949-től a Nemzeti Színház rendezője, majd a Veszprémi Petőfi Színház igazgatója lett. 1956-tól a József Attila Színház főrendezője, 1964-től a Miskolci Nemzeti Színház igazgatója volt, majd az Irodalmi Színpadhoz szerződött. 1969-től a Szegedi Nemzeti Színház igazgatója, ahol vezetése idején művészi igényű „sztárszínházként” működött a szegedi színjátszás. 1971-től 1974-ig a debreceni Csokonai Színház főrendezője, 1986-tól 1991-ig, nyugalomba vonulásáig a kecskeméti Katona József Színház igazgatójaként működött. Nevéhez fűződik több magyar dráma ősbemutatójának megrendezése.

## Főbb rendezései
A Színházi adattárban regisztrált bemutatóinak száma: 121.
- Heltai Jenő: A néma levente;
- Miller: A salemi boszorkányok;
- Németh László: Nagy család, Csapda;
- Tolsztoj–Piscator: Háború és béke;
- Dürrenmatt: A fizikusok;
- Sándor Iván: Tiszaeszlár;
- Sarkadi Imre: Elveszett paradicsom;
- Szabó Magda: Kiálts, város;
- Schiller: Stuart Mária.

## Díjai, elismerései
- Jászai Mari-díj (1956);
- Érdemes művész (1985).